# دودمان روبنی
دودمان روبنی (به ارمنی: Ռուբինեաններ) دودمانی ارمنی که توسط شاهزاده روبن در سال ۱۰۸۰ میلادی در منطقه کیلیکیه بنیانگذاری شود
شاهزاده روبن نخست در قسمت کوهستانی کیلیکیه استقرار یافت و دژ مستحکم  "پارتزرپرد" که در نزدیکی "سیس" واقع است مرکز این امیرنشین جدید ارمنی شد

## شاهزادگان روبنی ارمنستان
افراد زیر از دودمان روبنی به تخت رسیدند که عبارتنداز:
1. روبن (۱۰۹۵-۱۰۸۰)
2. کنستانتین اول  (۱۱۰۲-۱۰۹۵)
3. توروس اول  (۱۱۲۹-۱۱۰۲)
4. کنستانتین دوم (۱۱۲۹)
5. لوون اول (۱۱۴۰-۱۱۲۹)
6. توروس دوم (۱۱۶۹-۱۱۴۴)
7. روبن دوم (۱۱۷۰-۱۱۶۹)
8. مله (۱۱۷۵-۱۱۷۰)
9. روبن سوم (۱۱۸۷-۱۱۷۵)
10. لوون دوم (۱۱۹۸/۹۹-۱۱۸۷)
11. زابل